# Richard Laurence Millington Synge
Richard Laurence Millington Synge FRS (født 28. oktober 1914 i Liverpool, død 18. august 1994 i Norwich) var en britisk biokemiker, der i 1952 modtog nobelprisen i kemi sammen med Archer Martin for sine bidrag til kromatografi.
Synge blev uddannet på Winchester College og Trinity College, Cambridge. Han tilbragte hele sin karriere med at forske på Wool Industries Research Association, Leeds (1941–1943), Lister Institute for Preventive Medicine, London (1943–1948), Rowett Research Institute, Aberdeen (1948–1967) og slutteligt på Food Research Institute i Norwich (1967–1976).
Det var i sin tid i Leeds, hvor han arbejede sammen med Archer Martin, at han udviklede partitionskromatografi, der er en teknik til at separere blandinger med ensartede kemikalier, som var med til at revolutionere analytisk kemi. Mellem 1942 og 1948 studerede han peptider i proteingruppen gramicidin, som senere blev brugt af Frederick Sanger til at bestemme strukturen på insulin. I marts 1950 blev han udnævnt til Fellow of the Royal Society. I forbindelse med udnævnelse blev der skrevet:
Han var kasserer i Chemical Information Group i Royal Society of Chemistry og var professor på instituttet Biological Sciences ved University of East Anglia fra 1968–1984.